# Roger Crozier Saving Grace Award
Il Roger Crozier Saving Grace Award, chiamato anche per motivi di sponsorizzazione MBNA/Mastercard Roger Crozier Saving Grace Award, è stato un premio istituito dalla National Hockey League, che veniva consegnato al portiere che concludeva la stagione regolare con la migliore percentuale di parate. Possono vincere il trofeo solo i portieri che hanno disputato almeno 25 partite. La statistica delle parate effettuate da un portiere è la percentuale di tiri che riesce a bloccare, ed è calcolata dividendo il numero totale di tiri parati dal portiere per il numero dei tiri totali diretti verso la porta.

## Storia
Il trofeo fu introdotto per la prima volta al termine della stagione 1999-2000, e prende il proprio nome dall'ex portiere di Detroit Red Wings, Buffalo Sabres e Washington Capitals Roger Crozier, capace in carriera di vincere il Calder Memorial Trophy ed il Conn Smythe Trophy, attivo in NHL dal 1964 al 1977. La sponsorizzazione del trofeo è offerta dalla MBNA, banca controllata da Bank of America, per la quale lavorò Crozier al termine della propria carriera, prima di morire l'11 gennaio 1996. Il vincitore del trofeo riceve un trofeo commemorativo in cristallo ed un assegno dal valore di 25.000 dollari da destinare ad attività di beneficenza riguardanti l'hockey su ghiaccio giovanile o ad un altro programma educativo a discrezione del vincitore.
Il trofeo non fu consegnato solo in occasione del lockout che portò alla cancellazione della stagione 2004-2005. Al termine della stagione 2006-2007 il premio è stato sospeso, l'ultimo vincitore è stato Niklas Bäckström.

## Vincitori

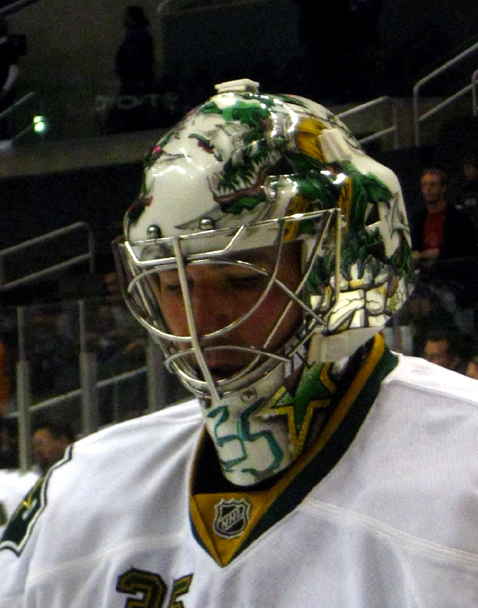
Marty Turco, primo portiere capace di vincere il trofeo per due volte.

| Stagione  | Giocatore                            | Squadra                              | Percentuale                          | Vittoria                             |                                      |
| --------- | ------------------------------------ | ------------------------------------ | ------------------------------------ | ------------------------------------ | ------------------------------------ |
| 1999-2000 | Ed Belfour                           | Dallas Stars                         | .919                                 | 1                                    |                                      |
| 2000-01   | Marty Turco                          | Dallas Stars                         | .925                                 | 1                                    |                                      |
| 2001-02   | José Théodore                        | Montreal Canadiens                   | .931                                 | 1                                    |                                      |
| 2002-03   | Marty Turco                          | Dallas Stars                         | .932                                 | 2                                    |                                      |
| 2003-04   | Dwayne Roloson                       | Minnesota Wild                       | .933                                 | 1                                    |                                      |
| 2004-05   | Premio non assegnato per il lockout. | Premio non assegnato per il lockout. | Premio non assegnato per il lockout. | Premio non assegnato per il lockout. | Premio non assegnato per il lockout. |
| 2005-06   | Cristobal Huet                       | Montreal Canadiens                   | .929                                 | 1                                    |                                      |
| 2006-07   | Niklas Bäckström                     | Minnesota Wild                       | .929                                 | 1                                    |                                      |